# 成田玲
成田 玲（Rei Narita、5月16日 - ）は日本出身のスムース・ジャズで活躍しているピアニスト。
studio luna azul及びkey Rei jazzの創設者。

## バイオグラフィ
日本におけるスムース・ジャズの先駆者でありスムースジャズレーベル「studio luna azul」、「key Rei jazz(綺麗ジャズ)」のレーベルオーナー。
自身のソロプロジェクトである「The Color of Soundscape」はコアなスムースジャズファンだけでなく、ジャズを新しい感覚で捉える若年層、大人の女性にも支持される。
また海外からの評価が非常に高くインドネシア、シンガポール、タイ等、東南アジアでの演奏活動を行い、スムース・ジャズの本場アメリカでのレコーディング等ワールドワイドな活動をしている。
海外でのライブ・コンサートでは長年に渡り撮りためた日本の風景や四季をスクリーンに映しスライドショーと共に演奏する独自のスタイルが好評を博す。 
アメリカやヨーロッパ等世界各国のインターネットラジオ局にてオンエアされ、ドイツのSmooth Jazz専門のレビュアーからは"Immaculate Diamond"『純潔のダイヤモンド』
、『魅力的なメロディの万華鏡』
「スムースジャズの宝石」と称賛される。
2017年に設立したkey Rei jazzレーベルとしては「Ear Candy Jazz Factory」、「KAMUKAZE」をプロデュースし日本の綺麗な音楽を世界に発信し続けている。
作曲、編曲だけに留まらずミックス、マスタリング、ジャケット撮影、ミュージックビデオ制作、デザインまでも手がけ、ほぼ全ての業務をセルフプロデュースする。
またハードウェア音源開発、ソフトウェア開発サポート、携帯電話開発評価、音響測定エンジニア 等、幅広い分野にも精通している。

## キャリア

### 2011年
ソロアルバム「The Color of Soundscape」をリリース。スムース・ジャズピアニストとして創作活動を始める。 綿密なアレンジと華麗でパワフルなパフォーマンスがコアなスムース・ジャズファンや、大人の女性層などに支持される。

### 2014年
NHK WORLD (国際放送) Coming Upの楽曲制作を手掛け、和楽器を駆使し洗練されたアジアンテイストな作風が国内だけでなく海外からも高く評価される。

### 2015年
3月 ソロアルバム「The Color of Soundscape II」をリリース。8月 SADEのSmooth OperatorをカバーしAmazon新着ランキングジャズ・フュージョン部門にて1位を獲得する。
9月 Facebookにてインドネシアからの人気が急上昇し、Batik Loungeにてジャカルタ初公演を行う。 
11月 ジャカルタで最も格式のあるレストランCafe Bataviaに出演する。インドネシア最大級のジャズイベントJAZZ GOES TO CAMPUS(JGTC Fes)のインターナショナル枠に出演。 スムースジャズのソロアーティストとしては日本人初である。プレイだけでなくマニピュレート・オペレーション全ての作業を一人で行う新しいジャズのスタイルが、インドネシアの若年層に好評を得る。 またわずか15歳でJAVA JAZZに出演歴のあるRegina Poetiray（出演当時16歳）とも共演

を果たす。
CNNインドネシア

TIMES INDONESIA

等多数の現地メディア

からの取材を受け、インドネシア国内で大きな話題となる。

### 2016年
ジャカルタにてファッションイベント「Japan Wave Expo」に参加。 世界中から一流ミュージシャンが集うJAVA JAZZのプレイベントであるJAVA JAZZ ON THE MOVEに出演し Hotel Borobudur Jakarta、Motion Blue Jakartaにて演奏する。 

### 2017年
1月 The Color of SoundscapeシリーズのLAレコーディングプロジェクトを開始。Smooth Jazz界のトップアーティスト ピーター・ホワイト、ネルソン・ランジェルと共演し、オマー・ハキム、ジミー・ジョンソン、ルイス・コンテ、スティーブ・ベイリー、エリック・ヴァレンタイン等の凄腕ミュージシャンを迎えLAにてレコーディング。
4月「ただただ美しく綺麗な響き、調べ、音景を追求する新しいブランド」として「key Rei jazz(綺麗ジャズ)」レーベルを設立。「耳に優しいJazz工房」をコンセプトの元、当時14歳だったドラマー佐藤奏と、ベーシスト櫻井奈穂子と共に太陽が似合う新世代Jazzユニット「Ear Candy Jazz Factory」を結成し、ジャカルタ、シンガポールにてデビューライブを行う。デビューアルバム「Tangerine Peel Jam」はJAL全国際線機内プログラムに選出された。またAmazonのジャズチャート(配信)において日本、アメリカ同時1位を獲得。インディーズレーベルとしては異例の快挙である。
10月 カバーアルバム「Key Rei Cover」をリリース。往年のヒットソングをジャズアレンジし自身が所有している1896年製のC.ベヒシュタイン アートケースピアノにて収録されたピアノの歴史的にみても貴重な音源である。

### 2018年
音景写真家としての顔も持つ成田が、雪を見たことのない東南アジアの人々のために美しい「雪景色」を撮りたいと偶然辿りついた信濃大町にて出会った民話の世界に触発され「信濃三部作」を書き上げる。和楽器、フルオーケストラを取り入れた壮大なシンフォニックメタルの作品を2018年にジャカルタにて発表。その後古語による歌詞を用い歌姫を入れたいと思い、民間企業50社の協力を得て、秋～年末にかけ「ベルカントシンデレラコンテスト」を開催。
信濃三部作歌姫として青柳汐音を発掘する。

### 2019年
2月「Ear Candy Jazz Factory - Tangerine Peel Jam ~Complete~」をリリース。KAMUKAZE 青柳汐音と共にジャカルタの来場者35万人を超える東南アジア最大の日本祭り「縁日祭」にて公演。

### 2020年
1月 ソロEP盤「The Color of Soundscape 2020」をリリース。全曲1896年製のC.ベヒシュタイン アートケースピアノにて収録。
2月 長野に伝わる民話、雪女、姨捨山伝説、泉小太郎伝説を元にした「KAMUKAZE - TRILOGIA DI SHINANO ～信濃三部作～」をリリース。

### 2021年
4月 日本におけるスムース・ジャズを広める為、FMとやまにて「key Rei jazz midnight」という国内では珍しいスムース・ジャズ専門番組のパーソナリティを務める。
8月 ソロEP盤「The Color of Soundscape 2021」をリリース。

### 2022年
1月 2017年にL.A.にてサックスプレイヤー ネルソン・ランジェル、ドラマー オマー・ハキムと共にレコーディングしたRun Through The Urban City feat. Nelson Rangell & Omar Hakimをリリース。
世界各国のラジオ局でオンエアされリスニングチャートでは5位を記録。
5月 L.A.レコーディング第2段として「Indigo Rain feat. Peter White & Omar Hakim」をリリース。
参加メンバーはギター ピーター・ホワイト、ドラム オマー・ハキム、パーカッション ルイス・コンテ。アルバムチャートTop100にランクイン。
メタバースプラットフォームcluster (ソーシャルVR)での活動を本格化。 メタバースにおけるジャズピアニストとしての第一人者として定期的にライブイベントを開催する。

## ディスコグラフィ

### Rei Narita
| タイトル                                                     | 発売日     | レーベル         |  |
| ------------------------------------------------------------ | ---------- | ---------------- |  |
| The Color of Soundscape                                      | 2011.3.16  | studio luna azul |  |
| The Color of Soundscape II                                   | 2015.3.16  | studio luna azul |  |
| Smooth Operator (SADE)                                       | 2015.8.8   | studio luna azul |  |
| Come Back To Me (Janet Jackson)                              | 2016.2.18  | studio luna azul |  |
| I Can't Make You Love Me (Bonnie Raitt)                      | 2016.8.2   | studio luna azul |  |
| Shake It Off (Taylor Swift)                                  | 2016.11.29 | studio luna azul |  |
| Englishman in New York (Sting)                               | 2016.12.11 | studio luna azul |  |
| First Love (Hikaru Utada)                                    | 2016.12.11 | studio luna azul |  |
| Heal The World (Michael Jackson)                             | 2017.4.27  | studio luna azul |  |
| It Might Be You (Stephen Bishop)                             | 2017.5.9   | studio luna azul |  |
| Venus (Shocking Blue)                                        | 2017.5.24  | studio luna azul |  |
| Save The Best for Last (Vanessa Williams)                    | 2017.6.1   | studio luna azul |  |
| Key Rei Cover                                                | 2017.10.25 | key Rei jazz     |  |
| The Color of Soundscape 2020                                 | 2020.1.22  | studio luna azul |  |
| The Color of Soundscape 2021                                 | 2021.8.25  | studio luna azul |  |
| Run Through The Urban City feat. Nelson Rangell & Omar Hakim | 2022.1.11  | studio luna azul |  |
| Indigo Rain feat. Peter White & Omar Hakim                   | 2022.5.16  | studio luna azul |  |
| To The Air Era                                               | 2022.8.23  | studio luna azul |  |
| Monsoon in Crimson                                           | 2022.10.22 | studio luna azul |  |
| Snow Flurry -kazahana-                                       | 2022.12.8  | studio luna azul |  |
| Fly into The New World                                       | 2023.2.13  | studio luna azul |  |
| Let's meet up under the sakura                               | 2023.3.21  | studio luna azul |  |
| The Wind in L.A. feat. Marc Antoine & Omar Hakim             | 2023.5.11  | studio luna azul |  |
| Aqua                                                         | 2023.6.5   | studio luna azul |  |
| Glitter Day                                                  | 2023.7.5   | studio luna azul |  |
| Île des Pins -Kunie-                                         | 2023.8.4   | studio luna azul |  |
| As Night Falls                                               | 2023.9.8   | studio luna azul |  |
| Without Words                                                | 2023.10.17 | studio luna azul |  |
| Retrograde Motion                                            | 2023.11.7  | studio luna azul |  |
| Stars Taking a Nap                                           | 2023.12.13 | studio luna azul |  |
| Walk on The Star feat. Peter White                           | 2024.2.3   | studio luna azul |  |
| One kiss under the sakura                                    | 2024.3.15  | studio luna azul |  |
| Veiled Emotions                                              | 2024.4.30  | studio luna azul |  |
| Phantom Sense                                                | 2024.5.30  | studio luna azul |  |
| A Stray Kitten feat. Nelson Rangell                          | 2024.7.1   | studio luna azul |  |
| Zephyr                                                       | 2024.8.12  | studio luna azul |  |
| Don't Shade a Tear                                           | 2024.9.26  | studio luna azul |  |
| Shoot for The Moon                                           | 2024.11.10 | studio luna azul |  |

### Ear Candy Jazz Factory
| タイトル                      | 発売日    | レーベル     |  |
| ----------------------------- | --------- | ------------ |  |
| Tangerine Peel Jam            | 2017.5.15 | key Rei jazz |  |
| Tangerine Peel Jam ~Complete~ | 2019.2.27 | key Rei jazz |  |
| Vaisravana                    | 2023.5.31 | key Rei jazz |  |

### KAMUKAZE
| タイトル                           | 発売日   | レーベル     |  |
| ---------------------------------- | -------- | ------------ |  |
| TRILOGIA DI SHINANO ～信濃三部作～ | 2020.2.5 | key Rei jazz |  |

### namachoco
| タイトル | 発売日    | レーベル          |  |
| -------- | --------- | ----------------- |  |
| Rachel   | 2015.7.27 | luna azul records |  |
| Tsurara  | 2016.2.18 | luna azul records |  |

### 作・編曲作品(アーティスト)
| アーティスト       | タイトル                                         | 発売日     | レーベル                         |  |
| ------------------ | ------------------------------------------------ | ---------- | -------------------------------- |  |
| 森薫               | 夜をあなたと… ～Song For You～                   | 2007.8.11  | Studio migmig                    |  |
| 竹下静             | by your side                                     | 2007.10.25 | MAG                              |  |
| 東京ブラススタイル | ブラスタG                                        | 2007.12.5  | UNIVERSAL CLASSICS               |  |
| 奥野智史           | シジミ                                           | 2008.2.13  |                                  |  |
| J.B SISTERS        | J-BRASS!                                         | 2008.3.19  |                                  |  |
| 東京ブラススタイル | アニジャズ・メガミックス                         | 2008.5.28  | Happinet                         |  |
| EKATERINA          | EKATERINA Japanese Songs in Russian Heart        | 2008.12.25 | キングレコード                   |  |
| 金子知里           | birth～誕生～                                    | 2009.5.27  | キングレコード                   |  |
| 新谷良子           | VELVET UNDERWORLD Fragment Person+animation 05 V | 2009.10.31 | アニメイト                       |  |
| 新谷良子           | VELVET UNDERWORLD Fragment Person 05&06 V&NOI    | 2009.10.31 | アニメイト                       |  |
| Zektbach           | The Epic of Zektbach -PIANO COLLECTION-          | 2010.3.24  | キングレコード                   |  |
| 成底ゆう子         | 宝 TAKARA                                        | 2011.7.6   | キングレコード                   |  |
| 普天間かおり       | Smile Again                                      | 2012.10.24 | TEICHIKU TAKUMI NOTE             |  |
| 芹洋子             | 心つなぐ歌                                       | 2012.10.24 | キングレコード                   |  |
| 成底ゆう子         | ポークたまご                                     | 2012.12.5  | キングレコード                   |  |
| 芹洋子             | 心に歌のともしびを～抒情歌名曲のすべて           | 2013.2.27  | キングレコード                   |  |
| 芹洋子             | 芹洋子 ベストセレクション2013                    | 2013.4.10  | キングレコード                   |  |
| 成底ゆう子         | 伝え歌                                           | 2013.5.22  | キングレコード                   |  |
| 竹渕慶             | 舞花～my flower～                                | 2013.10.1  |                                  |  |
| 大門               | 君の涙は俺がふく                                 | 2013.10.23 | キングレコード                   |  |
| ヒデオ銀次         | 君の涙は俺がふく                                 | 2013.10.23 | キングレコード                   |  |
| 北沢健             | 君の涙は俺がふく                                 | 2013.10.23 | キングレコード                   |  |
| フウジンライジン   | オコラレータ                                     | 2013.12.11 | 徳間ジャパンコミュニケーションズ |  |
| EKATERINA          | 君にありがとう                                   | 2014.3.12  | キングレコード                   |  |
| 小金沢昇司         | 昭和の花/君の涙は俺がふく                        | 2014.3.26  | キングレコード                   |  |
| 芹洋子             | 芹洋子 ベストセレクション2014                    | 2014.4.9   | キングレコード                   |  |
| 成底ゆう子         | 生まり島                                         | 2014.4.23  | キングレコード                   |  |
| 小金沢昇司         | 小金沢昇司全曲集2015                             | 2014.9.10  | キングレコード                   |  |

### 作・編曲作品(企画物)
| タイトル                                                                        | 発売日     | レーベル             |  |
| ------------------------------------------------------------------------------- | ---------- | -------------------- |  |
| Winter Lovers ～ピアノセレクション                                              | 2008.11.5  | キングレコード       |  |
| Dear ～ジャズピアノ・イン・J-POP～                                              | 2008.11.19 | キングレコード       |  |
| 想い出がいっぱい ～卒業メロディーズ                                             | 2009.1.7   | キングレコード       |  |
| 桜、サクラ、Ｓａｋｕｒａ～ビューティフル・ソングス                              | 2009.2.4   | キングレコード       |  |
| ヒット曲で綴るピアノBGM ベスト                                                  | 2009.5.13  | キングレコード       |  |
| スリープ・ウェル～おやすみまえのクラシック                                      | 2009.6.10  | キングレコード       |  |
| 泣きピアノ                                                                      | 2009.6.24  | キングレコード       |  |
| サランヘヨ～韓流ドラマ&映画テーマ集～                                           | 2009.8.5   | キングレコード       |  |
| ゼクシィ Presents マイ・ハッピー・ウエディング                                  | 2009.10.7  | キングレコード       |  |
| プリエ～降りそそぐ天使の祈り                                                    | 2009.10.7  | キングレコード       |  |
| Christmas in Piano                                                              | 2009.11.6  | キングレコード       |  |
| 卒業ぴあの～ピアノで聴く人気卒業ソングス                                        | 2010.1.6   | キングレコード       |  |
| 桜ぴあの～ピアノで聴く人気桜ソングス                                            | 2010.2.10  | キングレコード       |  |
| Happiness ジャズピアノ・イン・J-POP～                                           | 2010.4.14  | キングレコード       |  |
| 韓流ドラマ名曲集 ベスト                                                         | 2010.5.12  | キングレコード       |  |
| 結婚披露宴のBGM集 ベスト                                                        | 2010.5.12  | キングレコード       |  |
| うたうピアノ ～ピアノで聴きたい合唱メロディー                                   | 2010.10.6  | キングレコード       |  |
| ハンドベルで聴く、クリスマス・ラブソングス                                      | 2010.11.10 | キングレコード       |  |
| 新&定番・卒業メロディーズ                                                       | 2011.1.12  | キングレコード       |  |
| 最新&定番・桜メロディーズ                                                       | 2011.2.9   | キングレコード       |  |
| ヒット曲ピアノBGM ベスト                                                        | 2011.5.4   | キングレコード       |  |
| あすという日が-絆と卒業のうた-                                                  | 2011.10.5  | キングレコード       |  |
| おやこで歌おう!さいしん☆キッズソング♪                                           | 2011.12.21 | キングレコード       |  |
| 卒業コレクション~ピアノ・インストでつづる旅立ちの歌~                            | 2012.1.11  | キングレコード       |  |
| サクラララ はるうるる~ピアノ・インストでつづる春ソング~                         | 2012.2.8   | キングレコード       |  |
| 韓流ドラマ名曲集                                                                | 2012.5.9   | キングレコード       |  |
| NHKみんなのうた                                                                 | 2012.5.9   | キングレコード       |  |
| J-POPピアノ・ヒッツ ベスト                                                      | 2012.5.9   | キングレコード       |  |
| 韓流ドラマティックメロディ                                                      | 2012.8.8   | キングレコード       |  |
| On/Off ~The Covers~                                                             | 2012.8.29  | TEICHIKU TAKUMI NOTE |  |
| Christmas Memories in piano                                                     | 2012.11.7  | キングレコード       |  |
| ペネロペとクリスマス リンリン ハンドベル                                        | 2012.11.7  | キングレコード       |  |
| 春のピアノメロディー～桜・卒業・メッセージ～                                    | 2013.1.23  | キングレコード       |  |
| ふるさと抒情歌～美ら歌 沖縄編 ベスト キング・ベスト・セレクト・ライブラリー2013 | 2013.5.8   | キングレコード       |  |
| 韓国ドラマ&映画テーマ ベスト キング・ベスト・セレクト・ライブラリー2013         | 2013.5.8   | キングレコード       |  |
| J-POPピアノ・ヒッツ                                                             | 2013.5.9   | キングレコード       |  |
| 思い出の歌、旅立ちの歌～最新卒業ハーモニーBEST～                                | 2013.10.9  | キングレコード       |  |
| 女性ポップス“新"黄金時代～甦る名曲カバー集～                                    | 2013.11.27 | キングレコード       |  |
| さいしん!キッズヒット歌合戦50                                                   | 2013.12.25 | キングレコード       |  |
| ほろりピアノ～涙をさそうバラード～                                              | 2014.1.8   | キングレコード       |  |
| 愛と感謝のウェディング～幸せな気持ちになる音楽のおもてなし～                    | 2014.2.26  | キングレコード       |  |
| J-POP ピアノメロディ                                                            | 2014.5.14  | キングレコード       |  |
| 最新卒業式ソング ベスト                                                         | 2014.5.14  | キングレコード       |  |
| 韓流ドラマティックメロディ ベスト                                               | 2014.5.14  | キングレコード       |  |
| ムード歌謡 (上)                                                                 | 2014.5.14  | キングレコード       |  |
| ママのおなかでききたい胎教ミュージック                                          | 2014.5.14  | キングレコード       |  |
| Summer Piano Relaxing                                                           | 2014.7.9   | キングレコード       |  |
| 親子で歌いつごう 3世代で楽しめるうた ベスト30                                   | 2014.9.10  | キングレコード       |  |
| ～みんなで歌いたい!～ 感動のアニソン合唱                                        | 2014.10.22 | キングレコード       |  |
| ～みんなで歌いたい!～ 感動の卒業合唱                                            | 2014.11.19 | キングレコード       |  |
| 聴きたい!知りたい!歌いたい!さいしんキッズソングBEST51                           | 2014.11.26 | キングレコード       |  |
| ミッフィー胎教-心やすらぐ、絆はぐくむ                                           | 2014.12.10 | キングレコード       |  |
| サクラ ノ ピアノ ～ピアノインストで聴く桜ソング～                               | 2015.1.21  | キングレコード       |  |
| しあわせカフェ～ハートフル・クラシック～                                        | 2015.1.21  | キングレコード       |  |

## テレビ
- NHKワールドTV NHKワールド
- 時論公論 NHK総合テレビジョン
- にっぽん百名山 NHK BSプレミアム
- 地球アドベンチャー 冒険者たち NHK BSプレミアム

## 映画
- フウジンライジン / オコラレータ  (ワーナー・マイカル・シネマズ(イオンシネマ))
- カンカンSUN (さぬき映画祭)
- W＆M 小さな奇跡の島物語 (さぬき映画祭)
- オセロばーちゃん (Rainbow / under the blue moon) (さぬき映画祭)

## テレビ・ラジオ出演
- 菅原洋一 BS朝日「人生、歌がある」
- 林部智史 BS朝日「人生、歌がある」
- 森昌子 テレビ朝日「時代が選んだNo.1 永遠の名曲歌謡祭」
- ミッツ・マングローブ BSスカパー！歌謡ポップスチャンネル「ミッツ・マングローブの歌声デート」
- スパーク3人娘 BSスカパー！歌謡ポップスチャンネル「ミッツ・マングローブの歌声デート」
- 西城秀樹 テレビ東京「音遊人」
- 未唯 テレビ東京「音遊人」
- 佐野史郎 テレビ東京「音遊人」
- NHK-FM「今日は一日“プロ野球ソング”三昧」
- NHK-FM「今日は一日“爆笑コミックソング”三昧」
- BSフジ「あなたの歌謡リクエスト」

## ライブ・コンサート
- 美川憲一
- ペギー葉山
- はいだしょうこ
- 里見浩太朗
- 梓みちよ
- 丸山圭子
- 小金沢昇司
- 研ナオコ
- コロッケ
- 普天間かおり
- 竹島宏
- 朴璐美
- 梅原司平
- 大久保伸隆
- まきちゃんぐ